# Sonia Orbuch
Sonia Orbuch (właśc. Sarah Shainwald) (ur. 24 maja 1925, zm. 30 września 2018 w Corte Madera) – ocalała z Holocaustu, żydowska bojowniczka.

## II wojna światowa
Po wybuchu wojny jej miasto rodzinne, na mocy paktu Ribbentrop-Mołotow, przypadło Związkowi Radzieckiemu. Dwa lata później, po rozpoczęciu operacji Barbarossa i zajęciu miasta przez nazistów, 8000 żydów z Lubomla zostało zamkniętych w getcie. Sarah, wraz z rodzicami uciekła do lasu. Nie została przyjęta do oddziału partyzanckiego swojego brata, gdyż akceptowano wyłącznie mężczyzn. Po przetrwaniu zimy dołączyła do oddziału radzieckiej partyzantki jako sanitariuszka dzięki znajomości lokalnych warunków przez jej wuja. W trakcie wycofywania oddziału, w związku z wcieleniem partyzantów do Armii Czerwonej, Sonia wraz z rodziną oddzieliła się od niego i ukryła w opuszczonej wsi. Jej matka zmarła na tyfus.

## Czasy powojenne
Po zakończeniu wojny pracowała na poczcie w rodzinnym Lubomlu. W pobliskim Chełmie poznała przyszłego męża Isaaka Orbucha, żołnierza armii polskiej. Małżonkowie, poprzez obóz przejściowy w okolicach Łodzi, dotarli do Zeilsheim koło Frankfurtu gdzie urodziła się ich córka. W 1949 dotarli do Nowego Jorku, gdzie urodził się ich syn Paul, a następnie na północ Kalifornii
Prezentowała swoje wojenne doświadczenia na licznych odczytach, a w 2009 opublikowała autobiografię Here, There Are No Sarahs: A Woman's Courageous Fight Against the Nazis and Her Bittersweet Fulfillment of the American Dream we współpracy z Fredem Rosenbaumem.